# Phoenicurus phoenicurus
Il codirosso (Phoenicurus phoenicurus (Linnaeus, 1758)) è un piccolo uccello passeriforme in passato classificato nella famiglia dei Turdidi, attualmente attribuito alla famiglia Muscicapidae.

## Descrizione
La lunghezza del corpo è di 14 cm ed ha un'apertura alare tra i 20 cm e i 24 cm.
Il maschio in primavera presenta il dorso di colore grigio ardesia con parti inferiori e groppone arancio-rossicci e la testa nera con fronte bianca. Le zampe sono nere. In autunno e inverno i colori si smorzano e si nota un collarino bianco sotto la gola grigia.
La femmina ha dorso marrone con petto fulvo. Il groppone è rossiccio come nel maschio.

## Biologia

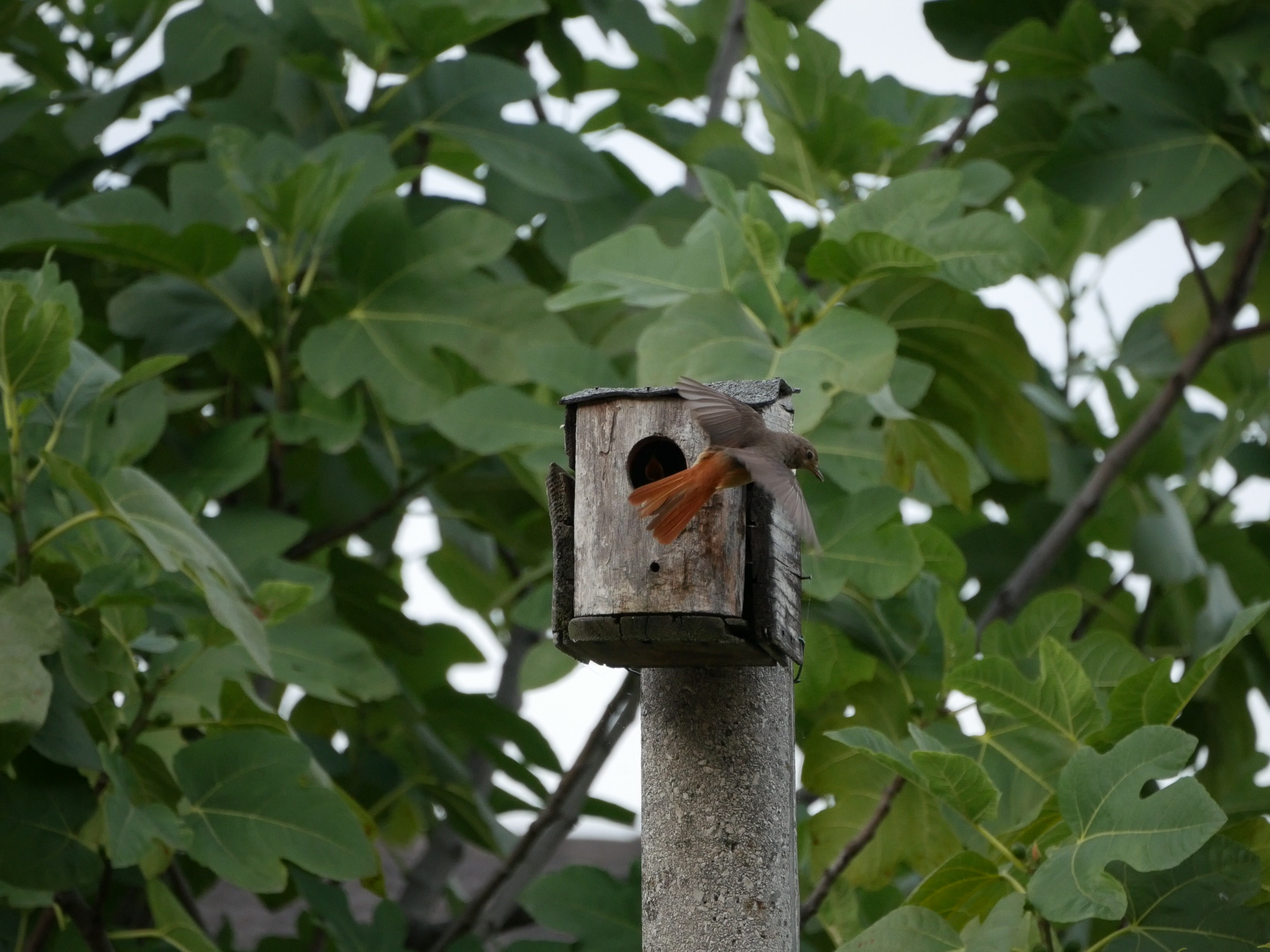
Codirosso con piccolo

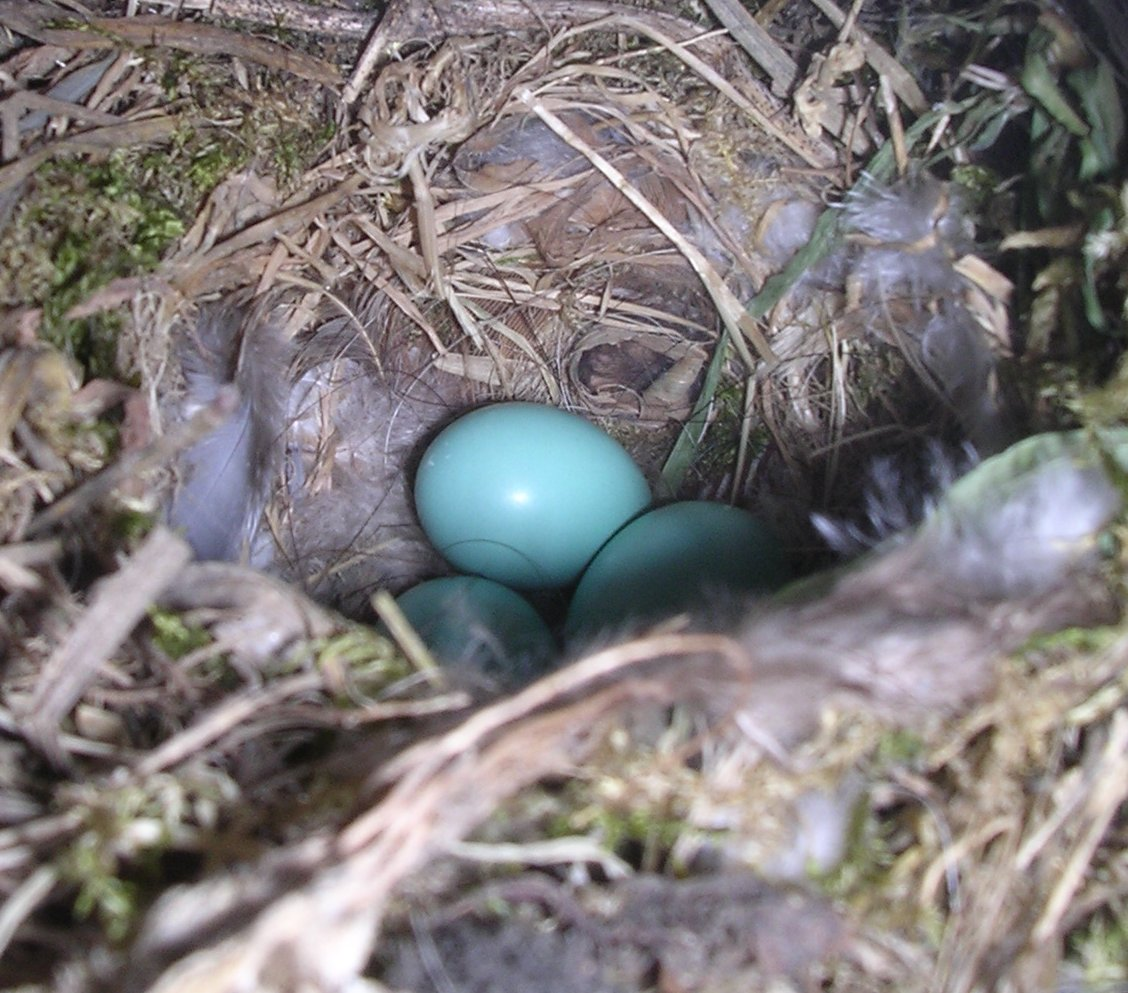
Uova di codirosso

### Alimentazione
Il codirosso si nutre in aperta campagna e nel sottobosco. Il suo regime alimentare è composto soprattutto da invertebrati che vivono nel suolo (insetti, coleotteri, lumache, vermi e ragni). Durante l'autunno fino alla primavera consuma anche molte bacche e frutti di piccole dimensioni. La sua tecnica per procacciare il cibo è ben adattata alla vegetazione densa e agli spazi aperti che si trovano sia nel sottobosco sia nei giardini. Appollaiato su un ramo basso osserva l'ambiente vicino e quando individua una preda vola giù e l'afferra per poi appollaiarsi di nuovo.

### Riproduzione
È un animale monogamo. Il nido è costruito nella cavità degli alberi, e la costruzione a forma di anfora è eseguita esclusivamente dalla femmina. La femmina depone cinque o sei uova blu durante maggio, e una seconda cova non è rara. La cova dura due settimane, per altre due settimane sia il maschio sia la femmina nutrono i piccoli. Nidifica anche in cavità di mura di sasso, e anche sulle travi di legno dei sottotetti.

### Canto
Il richiamo è un tic persistente e spesso ripetuto, essendo un animale territoriale spesso il maschio si pone sempre nello stesso posto.
Il canto è invece breve e melodioso ed inizia con un rullante sree sree.

## Distribuzione e habitat
È un visitatore estivo dell'Europa, è un uccello migratore che sverna nei paesi tropicali del Mar Rosso fino ai laghi africani. Durante l'estate vive in tutta l'Europa fino in Siberia, ma anche in Nord Africa; è più raro sulle isole.
Il maschio arriva per primo nei primi di aprile, spesso alcuni giorni prima della femmina. È un uccello tipico dei boschi e dei parchi pubblici, specialmente dove esistono piante con molte cavità.